# Benediktinski samostan sv. Janeza, Müstair
Benediktinski samostan sv. Janeza (nemško Benediktinerinnenkloster St. Johann, retoromansko Claustra benedictina da Sin Jon) je starodaven benediktinski samostan v švicarski vasi Müstair, v dolini Val Müstair, v kantonu Graubünden. Zaradi svoje izjemno dobro ohranjeno dediščine karolinške umetnosti, je bil uvrščen na seznam  UNESCO-ve svetovne dediščine leta 1983. 

## Zgodovina
Karolinška renesansa je globoko povezana z uspehi Karla Velikega kot kralja in mecena, bil je gonilna sila vsega kar vidimo v samostanu sv. Janeza. Zgodovina, umetnost in izobraževanje so zares uspevali v času miru, čeprav so bile vojne pogosto najpomembnejši dejavnik tehnoloških sprememb. V zgodnjem srednjem veku so bili stalni konflikti med frankovskimi kraljestvi ovira za umetniški napredek. Pod uspešnim vladarjem Karlom Velikim pa je uvedba novega mirnodobnega meniškega reda začela utirati pot freskam in arhitekturi, kot jo vidimo v samostanu sv. Janeza. 
Kot predan kristjan je Karel Veliki želel dal možnost svojim ljudem, ki se izobražujejo o nauku cerkve. Eden od načinov da to doseže je bil patronat nad mnogimi samostani po vsem frankovskem kraljestvu. Samostani so služili za usposabljanje misijonarjev, ki naj bi jih poslali na novo osvojena področja imperija in skrbeli za pokristjanjevanje.  Njegovi cilji so bili v glavnem osredotočeni na izobraževanje, njegova naloga kot kralja pa zagotoviti podlago za vzgojo duhovščine, da bi lahko v zameno izobraževali ljudi. Ti samostani so služil kot prostor za veliko umetnost in arhitekturo karolinške renesanse.
Karolinški obrtniki so bili znani kot usposobljeni slikarji, draguljarji in zlatarji. Njihove sposobnosti za obsežno in veličastno dekoracijo so bile pogosto uporabljene za okraševanje rokopisov, ki so jih napisali menihi v samostanu sv. Janeza. Takšni usposobljeni in napredni umetniki so na poslikavah poudarjali pomen miru. Kot je mogoče videti iz samostanskih fresk je bilo slikarstvo pomemben del karolinške renesanse. Slog slikanja je bil mešanica rimskega, krščanskega in germanskega sloga. Način, na katerega so predstavljene figure je jasno rimski, predmeti so zelo pogosto krščanski, geometrijske oblike in figure živali so iz germanske narave. Upodobitve iz evangelijev, kot tudi kralj David, so bile še posebej priljubljene, kot tudi nekateri karolinški kralji in seveda Kristus v slavi. 
Domnevajo, da je bil samostan ustanovljen okoli leta 780, ustanovil ga je škof iz Chura , morda po ukazu Karla Velikega. Zgrajen je bila v valu gradenj samostanov, tudi bližnjih v krajih Cazis, Mistail, Pfäfers in samostan Disentis. Samostan se je nahajal ob prehodu skozi Val Müstair in prelazom čez Alpe iz Italije in je bil utrjen za nadzor nad prehodom. V letu 881 je prešel popolnoma pod nadzor škofa iz Chura. V zgodnjih letih v začetku 9. stoletja, je bila v cerkvi naslikana vrsta fresk. Kasneje, v 11. in 12. stoletju, je samostan doživel drugo širitev in dodali ali pobarvali so nove freske čez stare freske. Te so odkrili šele v 20. stoletju.
V 10. stoletju je bil zgrajen cerkveni stolp. Med širjenjem v 11. stoletju, je škof iz Chura v samostanu razširil svoje prebivališče. Dodan je bil stanovanjski stolp, križni hodnik in dodana dvojna kapela sv. Urha in sv. Nikolaja. Med širitvijo je bila dvonadstropna rezidenčna škofova kapela tudi okrašena z bogatimi štukaturami in freskami. V nekem trenutku v 12. stoletju so samostan menihov spremenili samostan za nune. Ta sprememba se prvič omenja leta 1167, vendar se je to zgodilo že prej. Prva po imenu znana opatinja je bila Adelheid, potrjeno med letoma 1211 in 1233.
Švabska vojna, ki je bil poskus Habsburžanov uveljaviti nadzor nad Graubündenom in ključnimi alpskimi prelazi, se je začela v samostanu.  20. januarja 1499 so habsburške čete zasedle okoliško dolino in oropale samostan, vendar so se kmalu umaknile, ko so prišle sile Treh lig v bitki pri Calvenu. Po napadu je bilo podpisano premirje. Vendar je to premirje trajalo le nekaj dni, ko je izbruhnil spor med Tremi ligami Stare Švicarske konfederacije in habsburškimi vojaki. Ti napadi so se hitro stopnjevali v švabsko vojno, ki se je končalo septembra 1499 s pogodbo  iz Basla o dodelitvi navidezne neodvisnosti Švicarski konfederaciji.
Okoli leta 1500 je bila spremenjena samostanska cerkev z eno samo ladjo iz karolinškega obdobja, v triladijsko poznogotsko cerkev. Kmalu zatem, leta 1524 in 1526 po Ilanzerskem zakonu, je Zveza Božje hiše oslabila tedanjo škofovo moč, kar je imelo posredni učinek na zmanjšanje samostanskih prihodkov. Zato je bila v nadaljevanju omejena tudi gradnja.
V duhu tridentinskega koncila je med letoma 1600 in 1614 škof izdal vrsto reform, ki so urejale versko življenje. Reforme so vključene nove predpise o tem, kdo bi lahko prejeli zakramente in objavo brevirja. Tudi drugi predpisi, kot so zahteve benediktinskih pravil po skupnih spalnih območjih, so nastali v tem obdobju.
Skozi zgodovino samostana sv. Janeza je bilo več nasprotovanj med škofom iz Chura, Sive lige in habsburško vladarsko hišo. Samostanski voditelj, opatinja in vladni predstavnik, vogt, sta bila često izbrana od ene od teh treh sil.

## Opis
Na vhodu na pokopališče je kapela Svetega križa, ki izstopa s svojimi okroglimi obokanimi slepimi nišami.
Triperesna deteljica kot oblika kora je nastala v 8. stoletju; to kaže dendrokronološko datiranje tramov, ki še vedno podpirajo nadstropje. To je najstarejši leseni strop iz tramov v Evropi.  Kleti je bila v 16. stoletju uporabljena kot kostnica, nadstropje pa verjetno kot pogrebna kapela.
Center kompleksa je samostanska cerkev po poreklu iz začetkov karolinškega obdobja. Prvič je bila zgrajena kot preprosta dvoranska cerkev s tremi apsidami in ravnim lesenim stropom iz leta 775. Stene so bile okrašene s čudovitimi freskami. Prezbiterij je bil višji za tri stopnje in ločen s pregrado, ki je bila verjetno narejena iz Laasskega marmorja. Celoten prostor je bil osvetljen le skozi tri apsidalna okna, tri okna na zahodu in dve visoki okni v ladji. Glavna ladja je imela na severni in južni strani nižja stranska oltarja, ki sta imela svojo vežo in sta bila ločena od ostale cerkve. S tem je celoten cerkveni kompleks dobil petapsidalen tloris. Na vzhodni fasadi cerkve je videti šiv, ki označuje prvotno višino karolinške strešne konstrukcije je bila zgrajena čez kasnejšo danes gotsko. Sčasoma so karolinške freske prebarvali in nanje pozabili. Gotski mrežasti oboki so bili zgrajeni 1492, približno en meter nižje od prvotnega lesenega stropa, tako da je zdaj del fresk skrit s steno oboka. Namestitev trezorja narisal tudi namestitev stolpcev z vami, ki se preoblikuje v cerkveno dvorano na triladijska dvorana cerkve. Freske so odkrili leta 1947 in izpostavljeni 1951.
Na zahodu gospodarskega poslopja stojita dva stolpa z vrati. Ta segajo v leto 1500 in imajo zunaj polkrožen, znotraj pa koničast obok. Južni stolp ima stensko sliko osla na rdečem ozadju, ki piha na dude plemenitaša. Tri figure predstavljajo Brezmadežno, sv. Benedikta in sv. Sholastike. Rokokojskega dela avtor je Christian Greiner.
Dvojna kapela sv. Urha in sv. Nikolaja ima opazen zgodnje baročno opremo in Sgraffito okras in črno pobarvane okenske okvire. V spodnji kapeli je kupolast kor s štukaturnim okrasom štirih angelov. Zahodno od dvojne kapele je trinadstropen stanovanjski stolp obdan z dvonadstropno dvoransko zgradbo.

## Poslikave
Med obnovitvenimi deli v 20. stoletju, so odkrili nekaj romanskih fresk iz 1160-ih. Druge freske so datirane v čas vladanja Karla Velikega. UNESCO je to priznal kot »Največja seriji figurativnih fresk v Švici, naslikana okoli leta 800, skupaj z romanskimi freskami in štukaturami«. 
Figure v freskah so uravnotežene, predstavljene v simetrični kompoziciji, kar po vsej cerkvi  ustvarja občutek zgodbe in ritma. Umetnikova hitra uporaba barve in svetlobe sta sredstvo, ki opozarja na nekatere slike pred drugimi in kaže na zapletenost in sofisticirano spretnost izvajalca. Jasna je povezava med freskami tukaj v Müstairu in tistimi v lombardski cerkvi Santa Maria di Castelseprio, zato nekateri znanstveniki verjamejo, da so bili umetniki bodisi lokalci ali vsaj seznanjeni s tem delom. 
Eden od glavnih razlogov za priljubljenost slik je bilo dejstvo, da ni bila potrebna pismenost. Zgodbe krščanstva in sporočila, ki so jih duhovniki želeli deliti, so postala lažje dostopna množicam. Samostan sv Janeza ima nekaj najpomembnejših svetopisemskih zgodb. Te zgodbe imajo večje posledice na sodobnega gledalca kot kažejo, saj veljajo kot najpomembnejši elementi krščanstva.
Prvotna enoladijska cerkev s petimi apsidami ima več pomembnih zgodnje srednjeveških fresk iz okoli leta 800. Slike so organizirane v pet vrst, ki se raztezajo od južnega zidu čez zahodno steno na severno steno. Zgornja vrsta prikazuje prizore iz življenja kralja Davida iz Stare zaveze. V naslednjih treh vrstah so prizori iz mladosti, življenja in Kristusovega pasijona. V spodnji vrsti so prizori križanja sv. Andreja. Na zahodni steni so vrste povezane s sliko Poslednje sodbe.  Slike so izvedene v omejenem številu barv, vključno z oker, rdečo in rjavo barvo in so pomoč v »razumevanju razvoja nekaterih krščanskih ikonografskih tem, kot je Poslednja sodba«.
Pomen Poslednje sodbe je bistven element moči cerkve nad svojim občestvom. Kar freska upodablja je konec sveta in sodba, ki bo doletela vse človeštvo. Tukaj so ljudje dobili oceno za svoje grehe. Čeprav bi bilo neumno pričakovati, da so vsi, ki so obiskovali cerkev razumeli, kaj je upodobljeno na stenah, lahko sklepamo o sporočilih, da je cerkev poskušala prikazati  pomen priznanja in občutek samoocenjevanja ko gre za vprašanje morale.
Veliko fresk je naslikanih preko starejših in le nekatere so obnovili.
V apsidi in vzhodni steni so prebarvane v 12. stoletju z romanskimi freskami prikazovale različne svetopisemske teme, vključno večerjo Heroda Antipa (kjer njegova hči plešoč vodi k eksekuciji Janeza Krstnika), pametne in neumne device, apostole in sv. Štefana.

## Galerija
- Benediktinski samostan sv. Janeza
- Samostanska cerkev
- Samostanska cerkev s stanovanjskim stolpom v ozadju
- Kapela sv. Križa
- Triladijska cerkev
- Srednja apsida
- Kristus Pantokrator
- Apsida z večerjo Heroda Antipasa in kip Karla Velikega
- Južna apsida
- Karolinške freske na severni steni
- Karolinške freske: Apostoli, detajl
- Karolinške freske: Kristus zdravi gluhoneme
- Štuko relief na severni steni cerkve